# Campo de Liebre
Campo de Liebre es una localidad española perteneciente al municipio de Barjas, en la provincia de León, comunidad autónoma de Castilla y León.

## Geografía

### Ubicación
| Noroeste: Veiga de Brañas | Norte: San Julián | Noreste: Villasinde |
| Oeste: Busmayor           |                   | Este: Moldes        |
| Suroeste Barrosas         | Sur: Quintela     | Sureste: Barjas     |

## Demografía
Evolución de la población
| Gráfica de evolución demográfica de Campo de Liebre entre 2000 y 2016 |
|                                                                       |
| Población de derecho (2000-2016) según el padrón municipal del INE    |